# Suárez (Tolima)
Suárez è un comune della Colombia facente parte del dipartimento di Tolima.
L'abitato venne fondato dal domenicano Antón de Olaya y Carrillo nel 1696, mentre l'istituzione del comune è del 16 maggio 1903.